# Scoparia utsugii
Scoparia utsugii là một loài bướm đêm trong họ Crambidae.